# Velike (Horvátország)
Velike (horvátul: Velika) falu és község Horvátországban, Pozsega-Szlavónia megyében.

## Fekvése
Pozsegától közúton 14 km-re északra, a Papuk-hegység déli lejtőin és a Pozsegai-medence északi szélén fekszik.

## A község települései
Közigazgatásilag Velikén kívül még 23 falu tartozik a községhez, Antunovac, Biškupci, Bratuljevci, Doljanci, Draga, Gornji Vrhovci, Kantrovci, Klisa, Lučinci, Markovac, Milanovac, Milivojevci, Nježić, Ozdakovci, Poljanska, Potočani, Radovanci, Smoljanovci, Sztrazsemlye, Toranj, Trenkfalva, Trnovac és Velikeolaszi.

## Története
A régészeti leletek alapján Velike területe már a kőkorszak óta lakott. A legrégibb leletek a településtől mintegy másfél kilométerre délkeletre fekvő Barankovica régészeti övezetből, a Škrbičanak-patak nyugati partjáról származnak. A patak a Papuk-hegység déli lejtőiről ömlik a délre elterülő széles síkságra. Nyugati oldala kissé magasabban fekszik a patakparton hosszan elnyúló dombhátat alkotva, mely a múltbeli, hosszú ideig fennálló emberi települések nyomait őrzi. A leletek nagy része cseréptöredék és égetett agyagdarabok, mivel a településnyomokat eltüntette a szántóföldi művelés. A kormeghatározás alapján a leletek az újkőkorszaktól a bronzkoron át a korai vaskorig terjednek. Ugyancsak történelem előtti település maradványait őrzi a településtől északra, a Papuk-hegység egyik kiemelkedő déli nyúlványán fekvő Pliš lelőhely. Az itteni késő bronzkori település fekvése stratégiai szempontból különösen kedvező volt, mivel innen be lehetett látni a Papuk alatti Pozsegai-medence térségét. Az i. e. 12. századra datált település az urnamezős kultúra korai szakaszához tartozik. Az itt talált öntőminta egykor itt működő fémöntő műhelyekre enged következtetni.
A római kort azok az épületmaradványok képviselik, melyek 2004-ben a Radovanka-patak nyugati partján, a Pozsega-Velike vasútvonaltól keletre gyorsforgalmi út építésének megelőző feltárási munkái során kerültek elő és egy nagyobb ókori településhez tartozhattak. A felette emelkedő Radovanačka nevű magaslaton a település temetőjét is megtalálták. Ehhez a településhez vezető római út maradványait találták meg a településtől délre fekvő Svetenica lelőhelyen, ahol egy római mérföldkő is előkerült.
A középkori települést IV. Béla magyar király 1250. július 5-én kelt oklevelében „Velyke” alakban említik először. Az oklevélben a király megerősíti Ábrahám fia Ivánkát négy Pozsega megyei birtok, köztük Velike tulajdonában. Középkori plébániatemplomát az 1332 és 1337 között kelt pápai tizedjegyzék említi. Nevét valószínűleg a Velikának is nevezett Veličanka-patakról kapta, amely mellett fekszik. 1435-ben „Oppidum seu poss. Welyke” néven már oppidumként szerepel a Velikei és Békefy családok közötti birtokmegosztás oklevelében. Ez alkalomból a család kúriáján és házain kívül egy kolostort és a Boldogságos Szűz tiszteletére szentelt templomot is megemlítik. Nagyszámú jobbágycsaládot is fölsorolnak, melyek között (Sipos, Pispek, Zegedbeli stb.) magyar nevűeket is találunk. A középkori település két központból fejlődött ki, melyeket 1488-ban „Poss. Felsew Welyke, Also-Welyke” alakban említenek. Közülük valószínűleg Alsóvelike volt a régebbi település, mely a Boldogságos Szűz tiszteletére szentelt templom körül alakult ki. Ez a mai velikei temető területének és a Szent Márk kápolnának felel meg. Felsővelike ettől 3 km-re északra fejlődött ki ott, ahol a Veličanka és a Dubočanka-patakok összefolynak. Később kolostor is épült itt, melyet valószínűleg ágoston rendi szerzetesek építettek. Ettől északra mintegy 1 km-re egy 452 méteres magaslatra építették Velike várát.
Velike egykori várát 1250 előtt építtette a Zsadány nembeli Ábrahám fia Ivánka, majd utódaié a Velikei- illetve a velük rokon velikei Békeffy családé. 1532-ben a Kőszeg ostromából visszatérő török csapatok foglalták el. A terület először a boszniai, utána a budai, majd 1600-tól a kanizsai vilajethez tartozott. A török uralom idején katolikus horvát lakossága volt, sőt ferences kolostor és egyházi iskola is működött a településen. A kolostort az 1660-as egyházlátogatás is megemlíti. 1687 októberében Hans von Dünewald altábornagy visszafoglalta a várat, de 1690 decemberében a törökök visszahódították. 1691-ben Makai János ezredes csapatai vették vissza a várat. Ezt követően a vár az osztrák kincstár kezelésébe tartozott, majd osztrák grófok birtokolták. Az egyik 18. századi birtokos a Jókai Mór regényéből (A két Trenk) ismert Trenk Ferenc (Franz von der Trenck) volt, akiről a közeli Trenkfalva is nevét kapta. A török harcok következtében romossá vált vár állapota folyamatosan romlott.
1698-ban „Velika” néven 51 portával szerepel a török uralom alól felszabadított szlavóniai települések összeírásában.
 Az első katonai felmérés térképén „Dorf Velika” néven látható. Lipszky János 1808-ban Budán kiadott repertóriumában „Velika” néven szerepel. Nagy Lajos 1829-ben kiadott művében „Velika” néven 114 házzal és 1007 katolikus vallású lakossal Szvetich Jakab birtokaként az oppidumok között találjuk.
1857-ben 874, 1910-ben 890 lakosa volt. 1910-ben a népszámlálás adatai szerint lakosságának 95%-a horvát, 2%-a magyar anyanyelvű volt. Pozsega vármegye Pozsegai járásának része volt. Az első világháború után 1918-ban az új szerb-horvát-szlovén állam, majd később (1929-ben) Jugoszlávia része lett. 1991-ben lakosságának 91%-a horvát, 3%-a szerb nemzetiségű volt. 2011-ben 2117 lakosa volt, a hozzá tartozó településekkel együtt 5888 lakosából 5518 horvát volt.

## Lakossága
| Lakosság változása | Lakosság változása | Lakosság változása | Lakosság változása | Lakosság változása | Lakosság változása | Lakosság változása | Lakosság változása | Lakosság változása | Lakosság változása | Lakosság változása | Lakosság változása | Lakosság változása | Lakosság változása | Lakosság változása | Lakosság változása |
| ------------------ | ------------------ | ------------------ | ------------------ | ------------------ | ------------------ | ------------------ | ------------------ | ------------------ | ------------------ | ------------------ | ------------------ | ------------------ | ------------------ | ------------------ | ------------------ |
| 1857               | 1869               | 1880               | 1890               | 1900               | 1910               | 1921               | 1931               | 1948               | 1953               | 1961               | 1971               | 1981               | 1991               | 2001               | 2011               |
| 874                | 908                | 864                | 821                | 893                | 890                | 1.024              | 1.084              | 1.073              | 1.182              | 1.371              | 1.524              | 1.889              | 2.084              | 2.249              | 2.117              |

## Nevezetességei
Velike várának romjai a településtől északra, a Lapjak-hegy déli peremén 452 méteres magasságban találhatók. A helyiek Turski gradként, azaz Törökvárként ismerik. Kisméretű vár volt, hosszúsága mintegy 40, szélessége 20 méter. Alaprajza négyszög északi irányban egy háromszög alakú hozzáépítéssel, mely tulajdonképpen egy többemeletes, háromszögletű lakótorony. A vár déli részét egy legalább két emeletes palotaszárny zárta, melynek az első szintjén kápolna volt kialakítva. A magas falakkal körülvett várudvar egykori bejárata a keleti várfal közepén nyílott, ahol egy kettős kapu állt. 
Szent Ágoston tiszteletére szentelt római katolikus temploma középkori eredetű. Valószínűleg a 13. század második felében épült. Eredeti formájában egyhajós gótikus templom volt, melynek hajóját támpillérek erősítették. Ehhez csatlakozott egykor a ferences kolostor. A 40 méteres harangtornyon puskalőréseket alakítottak ki, legfelső emeletén biforámákkal. Belül még megmaradt néhány gótikus részlet (diadalív, oszlopfők, ülőfülkék). A templomot 1740 és 1742 között barokk stílusban építették át. Egykor hét oltára volt, melyeket 1900-ban kicseréltek tiroli Szent Ágoston, Jézus szíve és Mária szíve oltárokra. 1953-ban bihácsi kőből még két oltárt építettek Szent Antal és Szent Valentin tiszteletére. A templomban két 17. századi pozsegai püspök és a templom egykori kegyura Svetich Jakab van eltemetve. A 18. századi berendezéséből említésre méltók egy körmeneti kereszt, a főoltár Mária-szobra és a barokk padok.

## Kultúra
Velikán a folklór hagyományok megőrzése és ápolása céljából évente két folklórfesztivált rendeznek. Januárban a „Vinkovo“, májusban pedig a nemzetközi karakterű „Čuvajmo običaje zavičaja“ (Őrizzük szülőföldünk szokásait) folklórszemlét tartják meg. Utóbbi keretében kerül megrendezére az utóbbi években a Horvátország leghosszabb asztala nevű etno-gasztronómiai szemle.
A község kulturális életének fő képviselője és szervezője KUD „Ivan Goran Kovačić“ kulturális és művészeti egyesület.

## Oktatás
OŠ Ivan Goran Kovačić elemi iskola, melynek mintegy 400 tanulója van.

## Sport
- NK Papuk Velika labdarúgóklub. A klubot 1929-ben alapították NŠK Velika néven, majd a második világháború után nevét NK Papukra változtatták. 1999-től NK Kamen-Ingrad néven szerepelt. 2008-ban visszakapta az NK Papuk nevet. A megyei 1. ligában szerepel.
- Veličke Mažoretkinje mazsorettcsoport
- TK Nevoljaš teniszklub
- KK Papuk tekeklub
- Taekwon-do klub
- MNK Papuk kispályás labdarúgóklub

Velikáról a turisták és hegymászók kedvelt célpontja a Papuk 954 méteres csúcsa. További sportolási lehetőségek a lovaglás, a hegyikerékpározás, a siklóernyőzés, a sporthorgászat, télen pedig a sielés és a szánkózás is.